# Heinrich Grans
Heinrich Grans (* 16. Dezember 1822 in Braunschweig; † 21. August 1893 in Breslau) war ein deutscher Schauspieler und Autor.

## Leben und Wirken
Der frühere Hofschauspieler in Weimar, der 15 Jahre dort tätig war und später seine Erinnerungen darüber verfasste, wurde Oberregisseur des Leipziger Stadttheaters. Außerdem war er als Schauspieler einige Zeit in Frankfurt (Oder) tätig.
Seine Ehefrau Charlotte Elise Agnes Grans (* 1828) war auch als Autorin tätig.

## Publikationen (Auswahl)
- Adrienne Lecouvreux. Drama von Scribe u. Legouvé. Übersetzt und bearbeitet. Berlin, 1852.
- Die Florida. Roman von Méry. Aus dem Französischen. Leipzig, 1856.
- Vom Theater. 1889
- Genrebilder aus dem Schauspielerleben. 1890.
- Fünfzehn Jahre in Weimar. Erlebtes und Erlittenes. 1892.